# Арнулф фон Зирсберг
Арнулф фон Зирсберг/Арнолд фон Зирсберг (на немски: Arnulf von Siersberg; Arnold von Siersberg; † сл. 1180) е благородник от Зирсберг в Херцогство Лотарингия, господар на замък Зирсбург/Зирсберг (в днешен Релинген-Зирсбург) в Саарланд.

## Произход
Той е син на Вилхелм фон Зирсберг († сл. 1140) и внук на Валтер фон Зирсберг († сл. 1140).
Резиденцията на рода е замък Зирсбург (Зирсберг) на река Нид. Замъкът служи за контрол на корабоплаването и търговските пътища.
Господарите фон Зирсберг са в персоналунион също господари фон Дилинген на река Саар. Дилинген тогава не е самостоятелно господство, а принадлежи към Зирсбург.

## Деца
Арнулф фон Зирсберг има трима сина:
- Алберт фон Зирсберг, женен за фон Сарверден и Киркел, дъщеря на граф Хайнрих I фон Сарверден-Киркел († 1242) и Ирментруд фон Боланден († сл. 1256). Родители на:
  - Йоханес I фон Киркел (* пр. 1242; † сл. 1271), женен за Елизабет фон Лихтенберг (* пр. 1264; † сл. 1271)
  - Арнолд фон Зирсберг (* пр. 1242; † сл. 1270), женен за Елизабет († сл. 1264)
  - Герхард фон Бекинген
- Рудолф фон Зирсберг (* пр. 1212; † пр. 1256)
- Йохан фон Зирсберг († сл. 1243), женен за Мехтилд фон Диц († сл. 1266), сестра на граф Герхард II фон Диц († 1266), дъщеря на граф Герхард I фон Диц († сл. 1228).